# Disa (skådespel)
Disa är ett en teaterpjäs från 1611 skriven av Johannes Messenius. 
Pjäsen är baserad på en äldre saga som var spridd i Asien och Europa och handlar om en klok flicka som lyckas bli drottning. Kungen befaller henne att komma till hovet, men hon får inte komma varken till häst, åkande, roende eller seglande. Inte heller får hon komma klädd eller oklädd, inte på dagen eller på natten, inte vid nymåne men inte heller när månen är i nedan.
I sitt skådespel kallar Messenius drottningen för Disa och förklarar även att Distingen är namngiven efter henne. Venngarn utanför Sigtuna ansågs vara den plats där Disa hade levt. Inuti Venngarn lät Magnus de la Gardie utföra en svit målningar av Ehrenstrahl med motiv från berättelser om Disa.
Disa är den första säkert bekräftade pjäsen framförd i Stora Bollhuset, den 29 oktober 1684. Andra kända tidiga framföranden av Disa var i Göteborg den 19 februari 1756 samt av Stenborgs Sällskap 1769.
Orkidésläktet Disa namngavs av Bergius efter sagans huvudperson.